# 水泡
水泡（英語：Blister），或稱水疱，是皮膚表層聚積一小包體液的現象，體液可以是淋巴液、血清、血漿、血液、膿等，通常是由於摩擦、灼傷、凍傷、化學品接觸、感染引起的。水泡內通常為清澈液體，比如血清或血漿。然而，水泡內亦可能聚積血液（稱為血泡）或膿（若受到感染）。
水泡通常不要人为地刺破，除非有必要情况。水泡破裂后，不应该将破裂后的表皮去除，因为它能保护其下层的皮肤从而使伤口更快愈合。

## 成因
当皮肤受到摩擦、热、冷或遇到化学物品而受损时，就会形成水泡。水泡由在表皮层和下層表皮之间的組織液聚集而形成水泡，通常水泡可以对其下面的组织形成缓冲作用，以免受到更多的损害，也能使伤口尽快痊愈。

## 參看
- 水泡狀胎
- 水腫
- 成纤维细胞